# Oranje Beach
Oranje Beach (ook Smoke Alley Beach) is een strand in Oranjestad in Sint Eustatius. Het bevindt zich naast de benedenstad aan de Oranjebaai.

## Overzicht
Oranje Beach is bijna 2 km lang en begint bij de haven van Oranjestad. De kleur van het zand varieert van lichtbeige tot zwart. Het strand is onderhevig aan eb en vloed, en verandert gedurende het jaar van vorm. Het is een rustig strand met relatief kalm water dat aan het eind van de middag door de lokale bevolking wordt bezocht.

## Duiken
De Oranjebaai leent zich tot duiken vanwege de vissen, koralen en schildpadden. Een gedeelte van de voormalige stadmuur bevindt zich onder water. In de baai zijn veel schepen vergaan. Door de zandige bodem zijn de wrakken gedeeltelijk ingegraven, maar zijn de masten en bovenkant duidelijk zichtbaar onder water. De schepen mogen alleen onder begeleiding van een duikinstructeur worden bezocht.